# ميت قادوس
قرية ميت قادوس هي إحدى القرى التابعة لمركز أبو النمرس في محافظة الجيزة في جمهورية مصر العربية. حسب إحصاءات سنة 2006، بلغ إجمالي السكان في ميت قادوس 10961 نسمة، منهم 5623 رجل و5338 امرأة.